# 灰褐褶麗魚
灰褶麗魚，為輻鰭魚綱鱸形目隆頭魚亞目慈鯛科的其中一種，分布於非洲馬達加斯加淡水、半鹹水流域，體長可達8.6公分，棲息在底層水域，生活習性不明。

## 擴展閱讀
維基物種上的相關：灰褶麗魚
1. ↑  Loiselle, P. & participants of the CBSG/ANGAP CAMP "Faune de Madagascar" workshop 2004.  Ptychochromis onilahy.   2006 IUCN Red List of Threatened Species.   Downloaded on 5 August 2007.